# Diecezja Port Vila
Diecezja Port Vila (łac.: Dioecesis Portus Vilensis, ang. Diocese of Port-Vila, fr. Diocèse de Port-Vila) – katolicka diecezja na Vanuatu, Siedziba biskupa znajduje się w katedrze Najświętszego Serca Pana Jezusa w Port Vila. Podlega metropolii Nouméa na Nowej Kaledonii. Swoim zasięgiem obejmuje państwo Vanuatu.

## Historia
9 lutego 1901 papież Leon XIII erygował prefekturę apostolską Nowych Hebrydów. 22 marca 1904 podniesiono ją do rangi wikariatu apostolskiego. 21 czerwca 1966 w miejsce wikariatu apostolskiego Nowych Hebrydów utworzono diecezję Port Vila.

## Ordynariusze

### Prefekt apostolski
- Victor Douceré SM (1901 - 1904)

### Wikariusze apostolscy
- Victor Douceré SM (1904 - 1939)
- Jules Halbert SM (1939 - 1954)
- Louis-Jean-Baptiste-Joseph Julliard SM (1955 - 1966)

### Biskupi
- Louis-Jean-Baptiste-Joseph Julliard SM (1966 - 1976)
- Francis-Roland Lambert SM (1976 - 1996)
- Michel Visi (1996 - 2007)
- Jean Bosco Baremes SM (2009 - nadal)

## Główne świątynie
- Katedra Najświętszego Serca Pana Jezusa w Port Vila